# Oslobođenje
Oslobođenje (v srbské cyrilici Ослобођење) jsou bosenskohercegovinské noviny se sídlem v Sarajevu. Deník začal vycházet v roce 1943 v okolí Ugljeviku, na komunistickými partyzány drženém území. Jeho název odkazuje k osvobození tehdy okupované Jugoslávie. Jedná se o nejdéle vycházející bosenskohercegovský deník a za doby socialismu i úspěšné vydavatelství.

## Historie

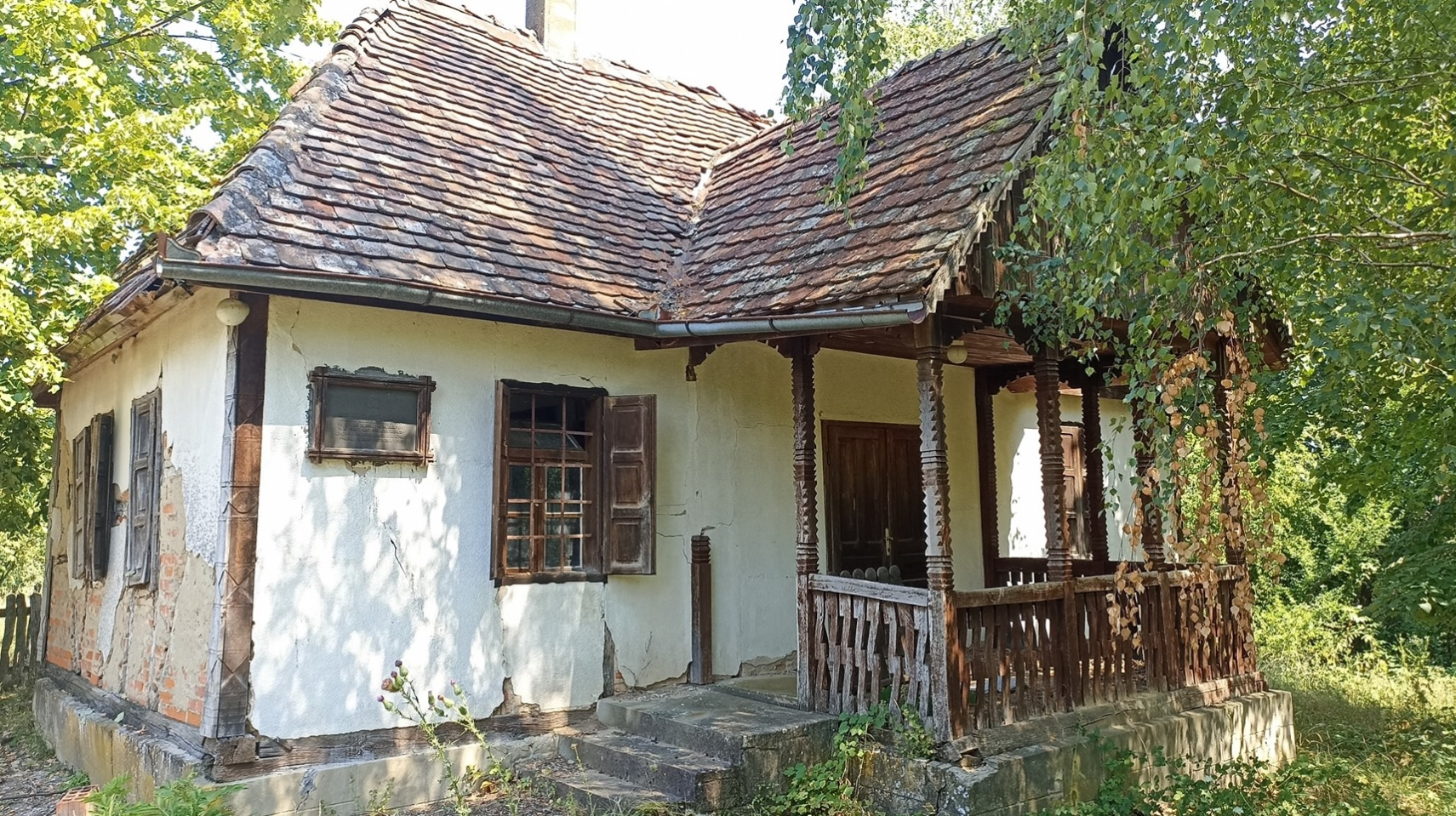
Dům Lazara Joviće v Donja Trnova u Ugljeviku, kde bylo 30. srpna 1943 Oslobođenje založeno.

Noviny plnily během svého vzniku hlavně roli odbojové tiskoviny na území, které bylo během druhé světové války obsazeno fašistickým Chorvatskem. Během socialistické Jugoslávie byl deník kontrolován komunistickou stranou, sloužil pro prezentaci její politiky mezi veřejností. Noviny tiskl v budově bývalé Zemské tiskárny na břehu řeky Miljacky v Sarajevu.
Jakmile se začal systém na konci 80. let drolit a v Bosně a Hercegovině se do popředí dostával problém národnostní, Oslobođenje začalo tvrdě kritizovat řadu nacionalistických vůdců a podporovat myšlenku celospolečenských programů a myšlenek. Po vypuknutí války v roce 1992 deník načas nepřestal vycházet; jeho hlavní budova byla sice během útoků zničená, avšak redakce pokračovala v práci v bunkrech. Tato aktivita vedla k velké vlně ohlasů v zahraničí a Oslobođenje získalo řadu mezinárodních cen (např. Sacharovovu cenu za svobodu myšlení).